# Vaasan Palloseura 2012
Questa voce raccoglie le informazioni riguardanti il Vaasan Palloseura nelle competizioni ufficiali della stagione 2012.

## Stagione
Nella stagione 2012 il VPS ha disputato la Veikkausliiga, massima serie del campionato finlandese di calcio, terminando il torneo all'ottavo posto con 43 punti conquistati in 33 giornate, frutto di 12 vittorie, 7 pareggi e 14 sconfitte. In Suomen Cup è stato eliminato ai quarti di finale dall'Honka. In Liigacup ha raggiunto le semifinali, dove è stato eliminato dal TPS.

## Rosa
| N. |                      | Ruolo | Calciatore       |
| -- | -------------------- | ----- | ---------------- |
| 1  | Finlandia (bandiera) | P     | Henri Sillanpää  |
| 2  | Finlandia (bandiera) | D     | Jan Ahlvik       |
| 3  | Finlandia (bandiera) | D     | Ville Koskimaa   |
| 5  | Finlandia (bandiera) | C     | Joacim Tuuri     |
| 6  | Finlandia (bandiera) | A     | Antonio Inutile  |
| 7  | Finlandia (bandiera) | C     | Riku Heini       |
| 8  | Finlandia (bandiera) | D     | Joonas Ikäläinen |
| 9  | Nigeria (bandiera)   | A     | Raphael Edereho  |
| 11 | Finlandia (bandiera) | C     | Toni Hahto       |
| 12 | Finlandia (bandiera) | P     | Janne Ahola      |
| 14 | Finlandia (bandiera) | D     | Jens Nygård      |

| N. |                      | Ruolo | Calciatore          |
| -- | -------------------- | ----- | ------------------- |
| 16 | Finlandia (bandiera) | D     | Jyrki Saranpää      |
| 17 | Finlandia (bandiera) | A     | Miika Ekström       |
| 19 | Finlandia (bandiera) | C     | Ville Ylinen        |
| 20 | Finlandia (bandiera) | D     | Jussi Ekström       |
| 21 | Albania (bandiera)   | C     | Ansi Agolli         |
| 22 | Finlandia (bandiera) | C     | Tony Björk          |
| 23 | Finlandia (bandiera) | C     | Jyri Hietaharju     |
| 24 | Finlandia (bandiera) | P     | Benjamin Slotte     |
| 25 | Polonia (bandiera)   | D     | Maciej Truszczyński |
|    | Finlandia (bandiera) | C     | Tero Koskela        |

## Statistiche

### Statistiche di squadra
| Competizione  | Punti | In casa | In casa | In casa | In casa | In casa | In casa | In trasferta | In trasferta | In trasferta | In trasferta | In trasferta | In trasferta | Totale | Totale | Totale | Totale | Totale | Totale | DR |
| Competizione  | Punti | G       | V       | N       | P       | Gf      | Gs      | G            | V            | N            | P            | Gf           | Gs           | G      | V      | N      | P      | Gf     | Gs     | DR |
| ------------- | ----- | ------- | ------- | ------- | ------- | ------- | ------- | ------------ | ------------ | ------------ | ------------ | ------------ | ------------ | ------ | ------ | ------ | ------ | ------ | ------ | -- |
| Veikkausliiga | 43    | 16      | 7       | 1       | 8       | 19      | 22      | 17           | 5            | 6            | 6            | 17           | 16           | 33     | 12     | 7      | 14     | 36     | 38     | -2 |
| Suomen Cup    | -     | -       | -       | -       | -       | -       | -       | 2            | 1            | 0            | 1            | 2            | 2            | 2      | 1      | 0      | 1      | 2      | 2      | 0  |
| Liigacup      | -     | 3       | 1       | 0       | 2       | 2       | 3       | 5            | 2            | 1            | 2            | 6            | 6            | 8      | 3      | 1      | 4      | 8      | 9      | -1 |
| Totale        | -     | 19      | 8       | 1       | 10      | 21      | 25      | 24           | 8            | 7            | 9            | 25           | 24           | 43     | 16     | 8      | 19     | 46     | 49     | -3 |